# GSAT-31
GSAT-31 ist ein kommerzieller Kommunikationssatellit der Indian Space Research Organisation (ISRO).
Er wurde am 5. Februar 2019 um 21:01 UTC mit einer Ariane 5-Trägerrakete vom Raketenstartplatz Raumfahrtzentrum Guayana (zusammen mit Hellas Sat 4/SaudiGeoSat-1) in eine geostationäre Umlaufbahn gebracht.
Der dreiachsenstabilisierte Satellit ist mit Ku-Band Transpondern ausgerüstet und soll von der Position 48° Ost aus Indien mit Telekommunikationsdienstleistungen versorgen. Er wurde auf Basis des Satellitenbus I-2K der ISRO gebaut und besitzt eine geplante Lebensdauer von 15 Jahren.